# Oxford (Mississippi)
|  | Dieser Artikel wurde aufgrund von inhaltlichen Mängeln auf der Qualitätssicherungsseite des Projektes USA eingetragen. Hilf mit, die Qualität dieses Artikels auf ein akzeptables Niveau zu bringen, und beteilige dich an der Diskussion! Eine nähere Beschreibung der zu behebenden Mängel fehlt. |

Oxford ist eine Stadt im Norden des US-amerikanischen Bundesstaates Mississippi. Das U.S. Census Bureau hat bei der Volkszählung 2020 eine Einwohnerzahl von 25.416 ermittelt.
In Oxford befindet sich der Verwaltungssitz des Lafayette County. Der Ort wurde 1835 gegründet und nach der gleichnamigen Universitätsstadt in England benannt. 

## Geschichte
Oxford und das Lafayette County wurden von den Chickasaw-Indianern 1832 erworben. Die University of Mississippi, auch bekannt als Ole Miss, wurde 1848 gegründet. Während des Bürgerkrieges eroberten die Unionstruppen unter Ulysses S. Grant und William T. Sherman 1862 die Stadt.
1962 erregte der Rassismus in Oxford landesweite Aufmerksamkeit. Die Nationalgarde musste den ersten schwarzen Studenten an der University of Mississippi, James Meredith, vor wütenden Demonstranten schützen. 
Der Ort ist unter anderem als langjähriger Lebens- und Arbeitsmittelpunkt William Faulkners bekannt. Die 1930 von dem Literaturnobelpreisträger erworbene Villa, in der er viele seiner großen Werke schrieb, ist heute ein Museum.
Internationale Schlagzeilen machte Oxford im Rahmen der Präsidentschaftswahl in den Vereinigten Staaten 2008 durch die am 26. September (Ortszeit) durchgeführte „first presidential debate“, der Fernsehdebatte zwischen Barack Obama und John McCain.

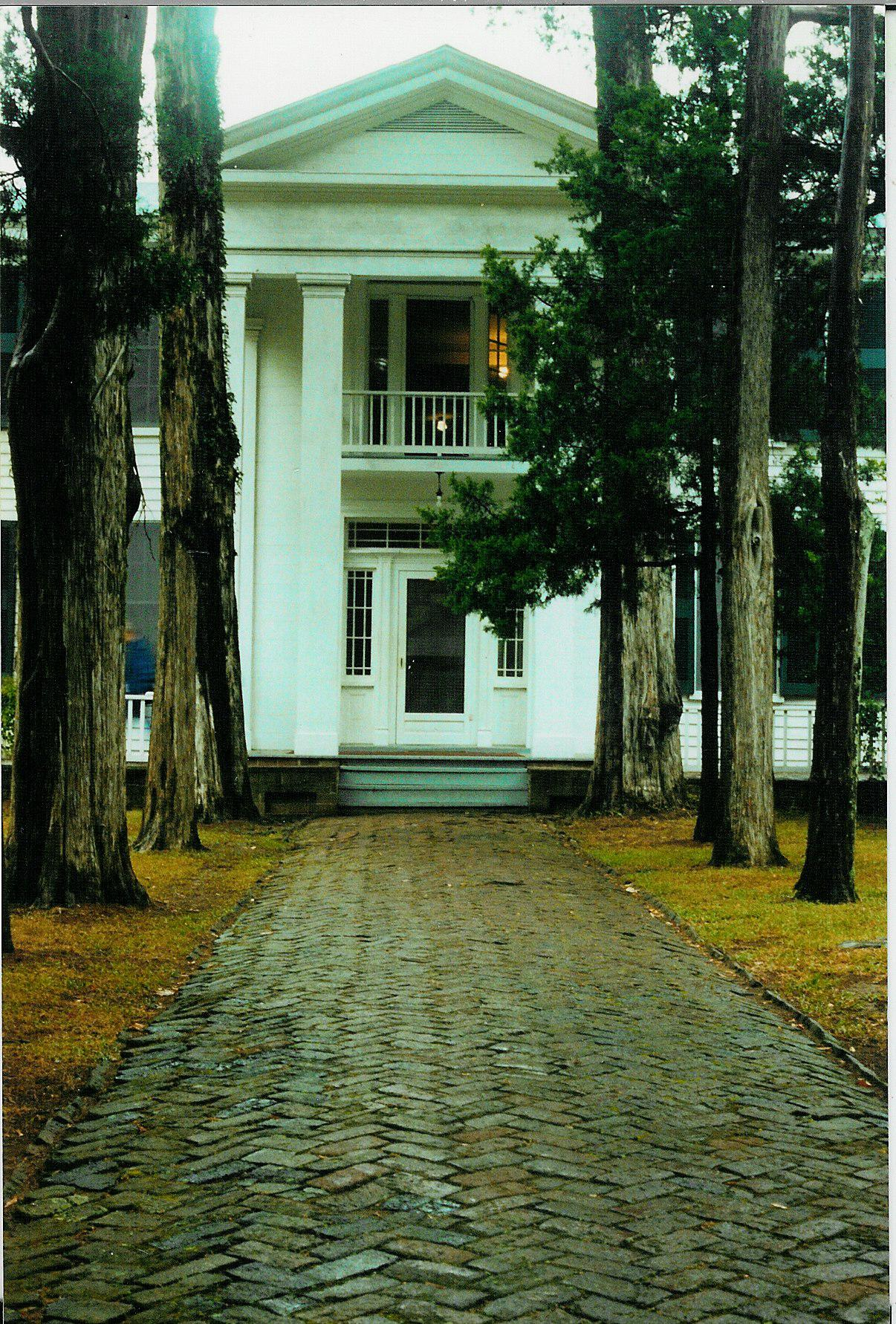
Rowan Oak, die Villa von William Faulkner

## Söhne und Töchter der Stadt
- Nathan Bedford Forrest II (1871–1931), Geschäftsmann, Grand Dragon des Ku-Klux-Klans in Georgia
- Naomi Sims (1948–2009), Fotomodell
- Sam Kendricks (* 1992), Stabhochspringer